# Frederick Lee (baron Lee de Newton)
Frederick Lee, baron Lee de Newton, (3 août 1906 - 4 février 1984) est un homme politique et pair du Parti travailliste britannique.

## Biographie
Né à Manchester de Joseph et Margaret Lee, il fait ses études à l'école d'ingénierie de Langworthy Road. Il est président du comité d'entreprise à Metropolitan-Vickers, Trafford Park, Manchester, et du comité national de l'Union des ingénieurs fusionnés de 1944 à 1945. Membre du conseil municipal de Salford, il est élu député de Manchester Hulme aux élections générales de 1945.
Lorsque cette circonscription est abolie pour les élections générales de 1950, il est élu pour la circonscription de Newton dans le Lancashire et siège dans cette circonscription jusqu'à sa retraite du Parlement aux élections générales de février 1974. En 1960, à la mort d'Aneurin Bevan, il se présente comme candidat de gauche à la direction adjointe du Labour contre George Brown et James Callaghan. Après l'élimination de Callaghan, Lee est battu par Brown par 146 voix contre 83.
Il est secrétaire parlementaire privé du chancelier de l'Échiquier à partir de 1948, et secrétaire parlementaire au ministère du Travail et du Service national de 1950 à 1951, ministre de l'énergie de 1964 à 1966, dernier secrétaire d'État aux Colonies. en 1966, et Chancelier du duché de Lancastre de 1967 à 1969. Il est nommé conseiller privé en 1964 et, à sa retraite en 1974, il est créé pair à vie le 1er juillet 1974 en tant que baron Lee de Newton, de Newton dans le comté de Merseyside.